# Heteropsis vola
Heteropsis vola is een vlinder uit de familie van de Nymphalidae, uit de onderfamilie van de Satyrinae. De soort is voor het eerst wetenschappelijk beschreven als Mycalesis vola door Christopher Ward in een publicatie uit 1870.
De soort komt voor in de bossen van Madagaskar.